# Banshee (série télévisée)
Pour les articles homonymes, voir Banshee (homonymie).
Banshee est une série télévisée américaine en 38 épisodes d'environ 45 minutes créée par les scénaristes et écrivains Jonathan Tropper et David Schickler, qui en sont également producteurs aux côtés d'Alan Ball, Greg Yaitanes et Peter Macdissi (en). Elle a été diffusée entre le 11 janvier 2013 et le 20 mai 2016 sur Cinemax et simultanément au Canada sur HBO Canada.
Au Québec, la série est diffusée depuis le 26 mai 2013 à Super Écran, et en France, depuis février 2014 sur Canal+ Séries, en juillet 2014 sur Canal+ et à partir du 15 mars 2016 sur Ciné+ Club. Toutefois, elle reste inédite dans les autres pays francophones. Les 4 saisons sont disponibles sur la plateforme Max depuis juin 2024.

## Synopsis
Tout juste sorti de prison, un voleur de haut rang (spécialiste des diamants) s'installe dans une petite ville de Pennsylvanie, dans le comté fictif de Banshee, où il se fait passer pour le nouveau shérif ayant repris les insignes du vrai qui vient d'être assassiné sous ses yeux. Personnage énigmatique et bagarreur fuyant les démons d'un passé tumultueux, Lucas Hood a bien l'intention de faire régner la loi dans cette ville située en plein territoire Amish, mais à sa manière.

## Distribution

### Acteurs principaux
- Antony Starr (VF : Jérôme Pauwels) : Lucas Hood / Tom Palmer (alias SMITH John via le rapport de police saison 4 ep 8)
- Ivana Miličević (VF : Isabelle Gardien) : Anastasia / Carrie Hopewell
- Ulrich Thomsen (VF : Christian Brendel) : Kai Proctor
- Frankie Faison (VF : Med Hondo (saisons 1 et 2) puis Daniel Kamwa (saisons 3 et 4)) : Sugar Bates
- Hoon Lee (VF : Frédéric Norbert) : Job
- Matt Servitto (VF : Jean-François Aupied) : Brock Lotus, shérif adjoint (saisons 1, 2 et 3) puis shérif de Banshee (à partir de la saison 4)
- Ryann Shane (VF : Joséphine Ropion) : Deva Hopewell
- Lili Simmons (VF : Julie Turin) : Rebecca Bowman
- Afton Williamson (VF : Fily Keita) : assistant du procureur Alison Medding (récurrente saison 2, principale saison 3)
- Matthew Rauch (VF : Charles Borg) : Clay Burton, assistant personnel de Kai Proctor (récurrent saisons 1 à 3, principal saison 4)
- Chris Coy (VF : Éric Herson-Macarel) : Calvin Bunker (récurrent saison 3, principal saison 4)
- Eliza Dushku (VF : Barbara Delsol) : Veronica Dawson (saison 4)

Photos des acteurs principaux
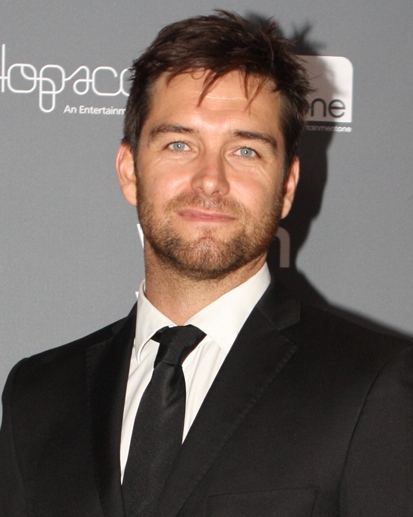
Antony Starr dans le rôle de Lucas Hood
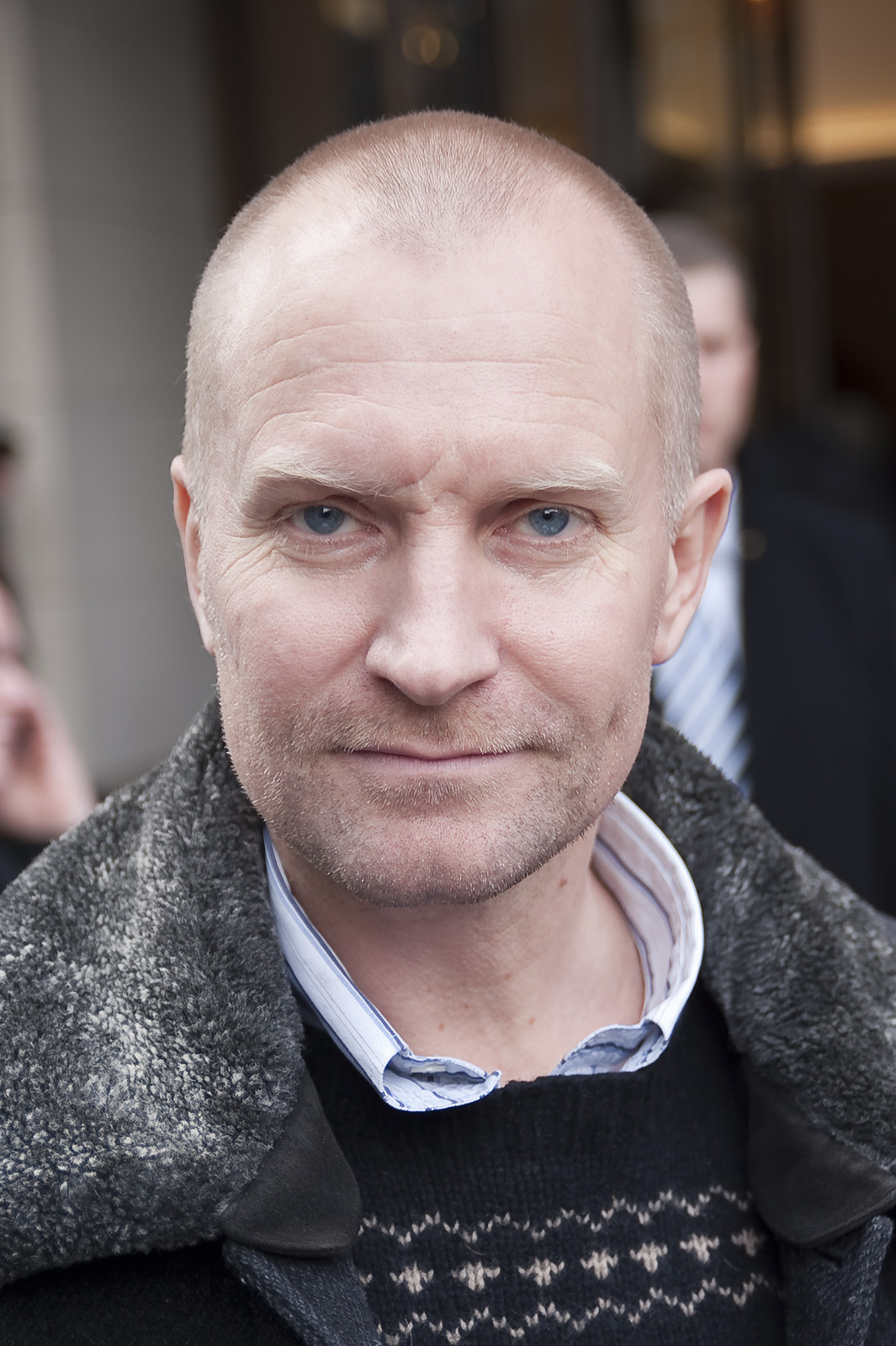
Ulrich Thomsen dans le rôle de Kai Proctor
Matt Servitto dans le rôle de Brock Lotus
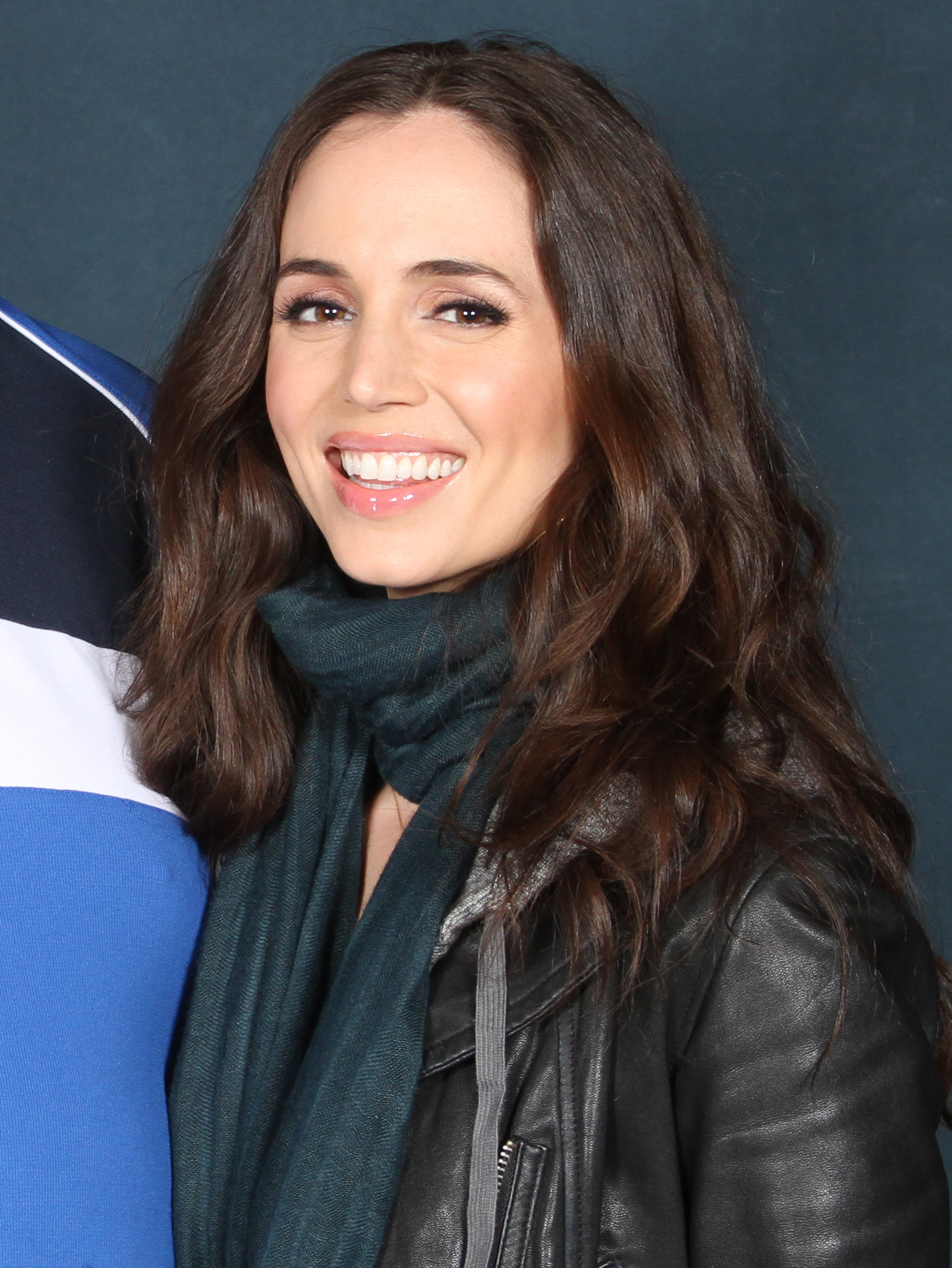
Eliza Dushku dans le rôle de Veronica Dawson

### Acteurs récurrents
- Déjà Dee (VF : Fily Keita) : Alma, secrétaire du commissariat
- Gabriel Suttle : Max Hopewell
- Chaske Spencer (VF : Rémi Bichet) : Billy Raven (saison 3)
- Tanya Clarke (VF : Odile Cohen) : Emily Lotus (saison 3)
- Tom Pelphrey (VF : Boris Rehlinger) : Kurt Bunker (saison 3, principal saison 4)
- Meaghan Rath (VF : Géraldine Asselin) : Aimee King (saison 3)
- Dennis Flanagan (VF : Yann Peira) : Leo Fitzpatrick (saison 3)
- Chiké Okonkwo (en) (VF : Namakan Koné) : Lennox (saison 3)

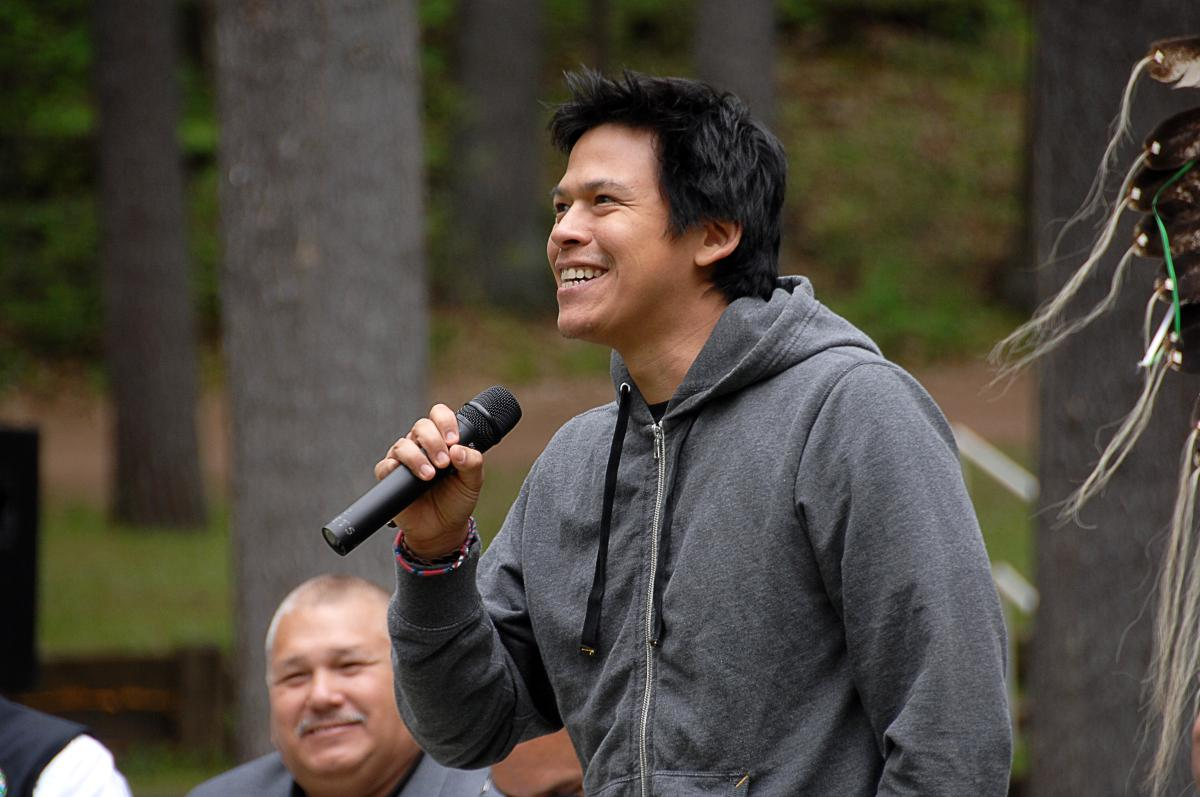
Billy Raven interprété par Chaske Spencer.
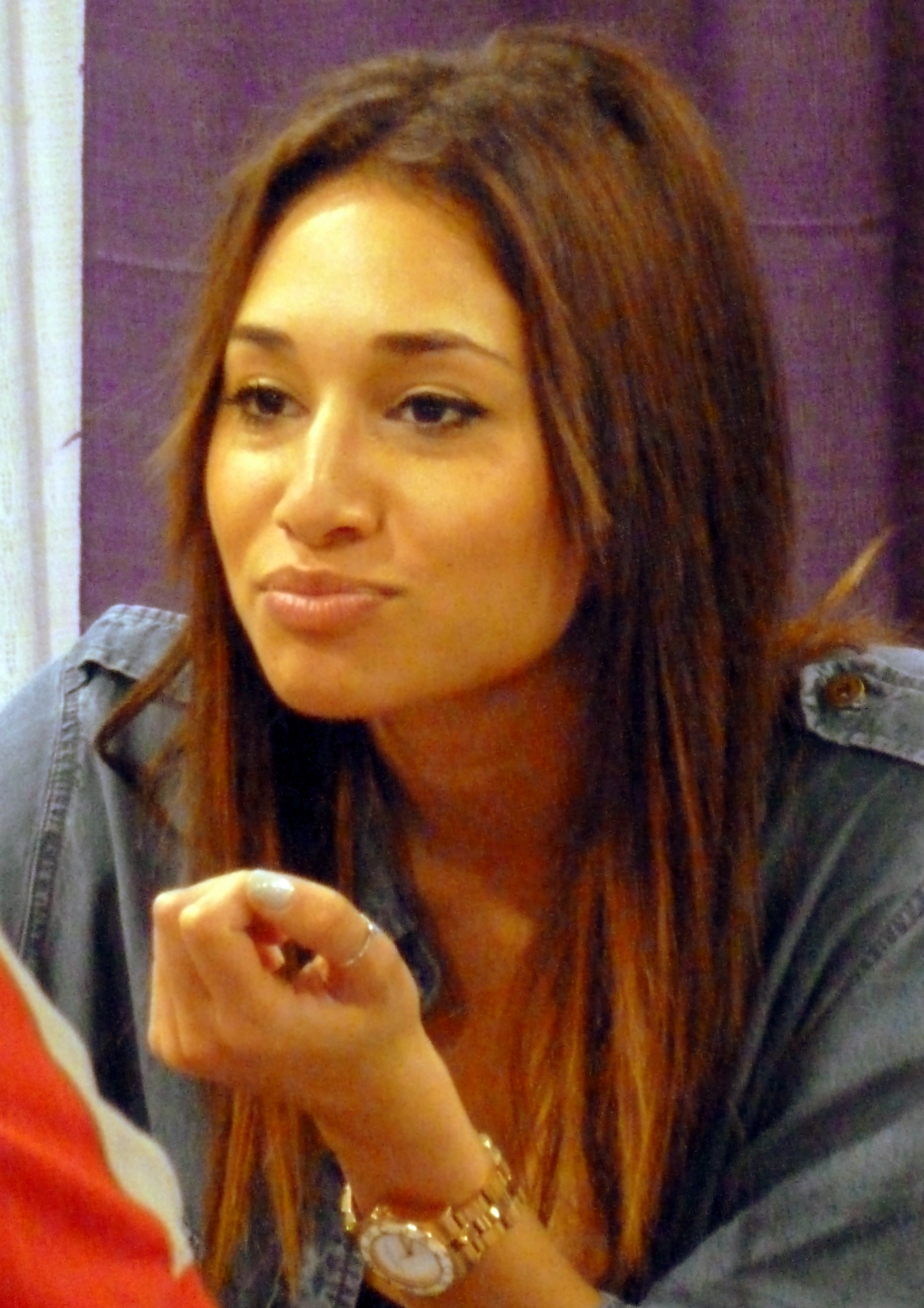
Aimee King interprétée par Meaghan Rath

### Anciens acteurs
- Christos Vasilopoulos (en) (VF : Miglen Mirtchev) : Olek, homme de main de M. Rabbit (saison 1)
- Marcus Hester (VF : Laurent Morteau) : Marcus Moody (saison 1)
- Russell Means (VF : Saïd Amadis) : Benjamin Longshadow (saison 1)
- Kay Story (VF : Marie-Laure Dougnac) : Kat Moody (saison 1)
- Derek Cecil (en) (VF : Pascal Nowak) : Agent Dean Xavier (saison 1)
- Daniel Ross Owens (VF : Pierre Tessier) : Dan Kendall, maire de Banshee (saison 1)
- Harrison Thomas (VF : Alexandre Guansé) : Jason Hood (saison 2)
- Ben Cross (VF : François Siener) : M. Rabbit, père d'Anastasia (saisons 1 et 2)
- Demetrius Grosse (en) (VF : Jean-Baptiste Anoumon) : Emmett Yawners, shérif adjoint (saisons 1 et 2)
- Anthony Ruivivar (VF : Nessym Guetat) : Alex Longshadow (récurrent saison 1, principal saison 2)
- Željko Ivanek (VF : Gabriel Le Doze) : agent Jim Racine (saison 2)
- Gil Birmingham (VF : Antoine Tomé) : George Hunter (saison 2)
- Julian Sands (VF : Patrick Préjean) : Yulich, prêtre ukrainien et frère de Rabbit (saison 2)
- Tyson Sullivan (en) (VF : Christian Visine) : Hondo (saison 2)
- Odette Annable (VF : Julie Dumas) : Nola Longshadow (saisons 2 et 3)
- Trieste Kelly Dunn (VF : Laëtitia Lefebvre) : Siobhan Kelly, shérif adjoint (saisons 1 à 3)
- Geno Segers (VF : Gilles Morvan) : Chayton Littlestone (récurrent saison 2, principal saison 3)
- Langley Kirkwood (en) (VF : Edgar Givry) : le colonel Douglas Stowe (saison 3)
- Rus Blackwell (VF : Arnaud Arbessier) : Gordon Hopewell, procureur puis maire de Banshee (saisons 1 à 3)

Photos des acteurs principaux
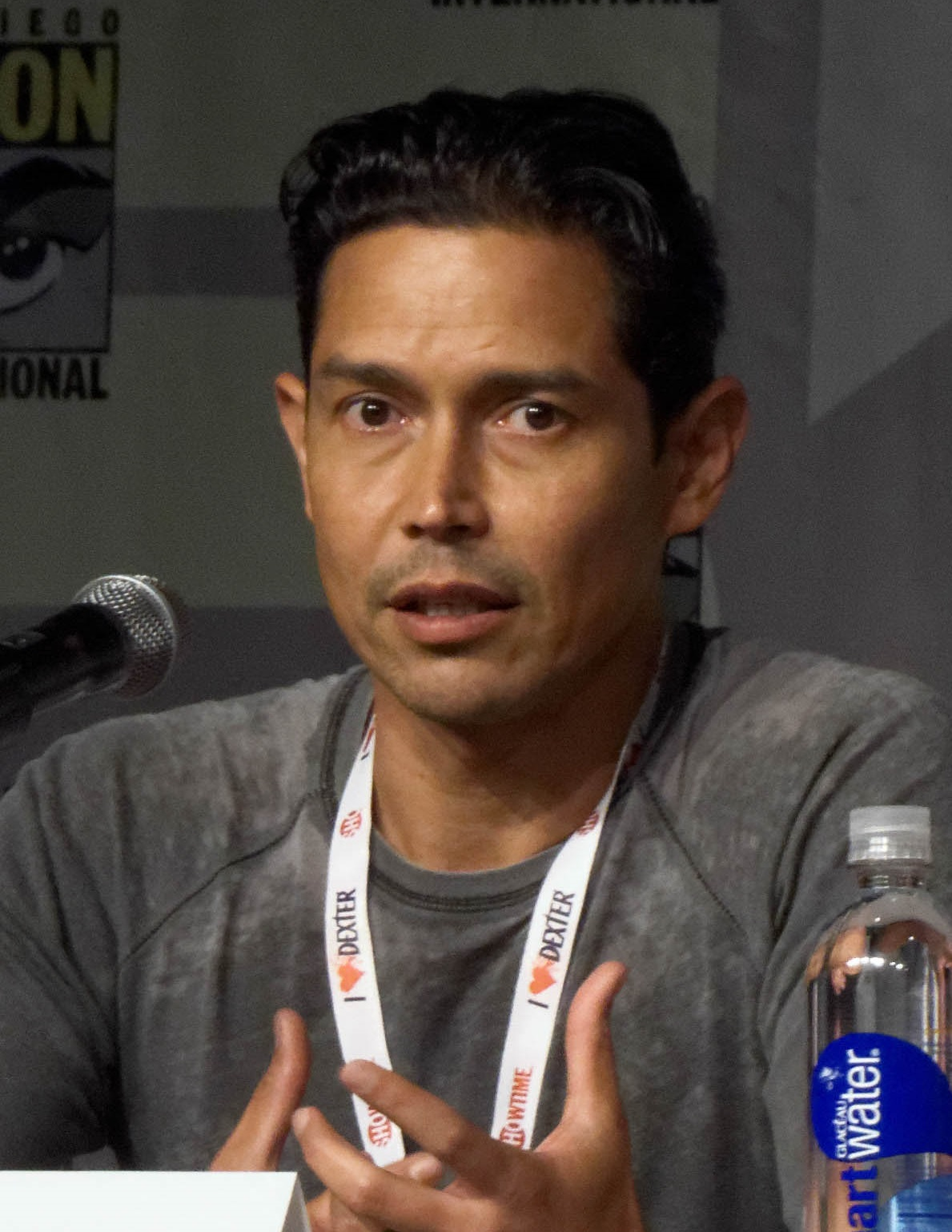
Alex Longshadow interprété par Anthony Ruivivar
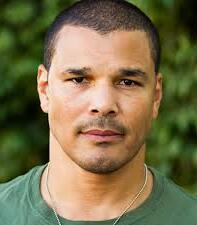
Chayton Littlestone interprété par Geno Segers
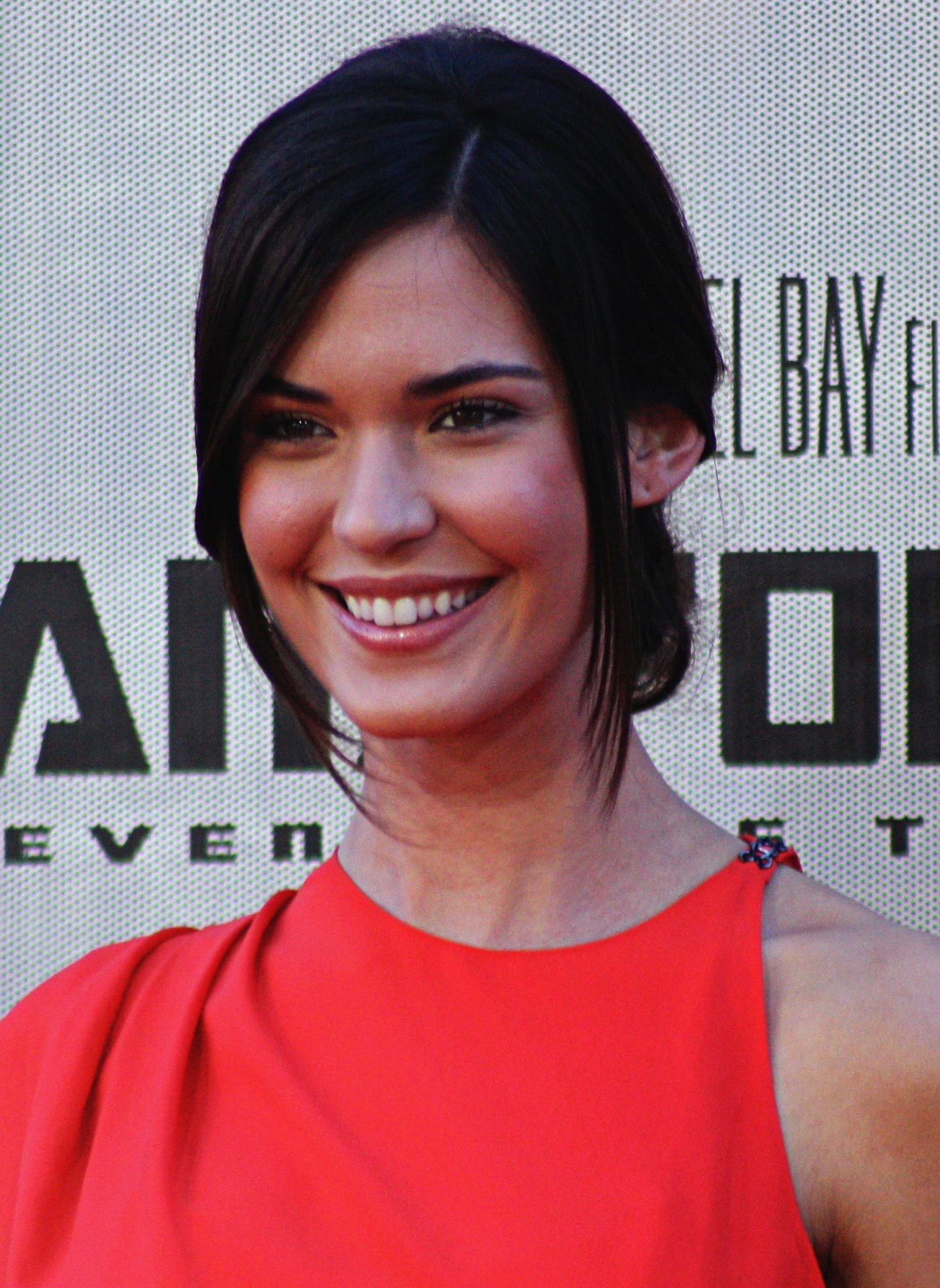
Nola Longshadow interprétée par Odette Annable
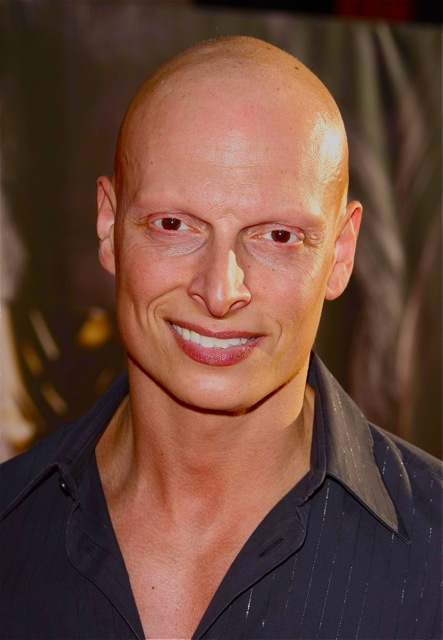
Albino interprété par Joseph Gatt
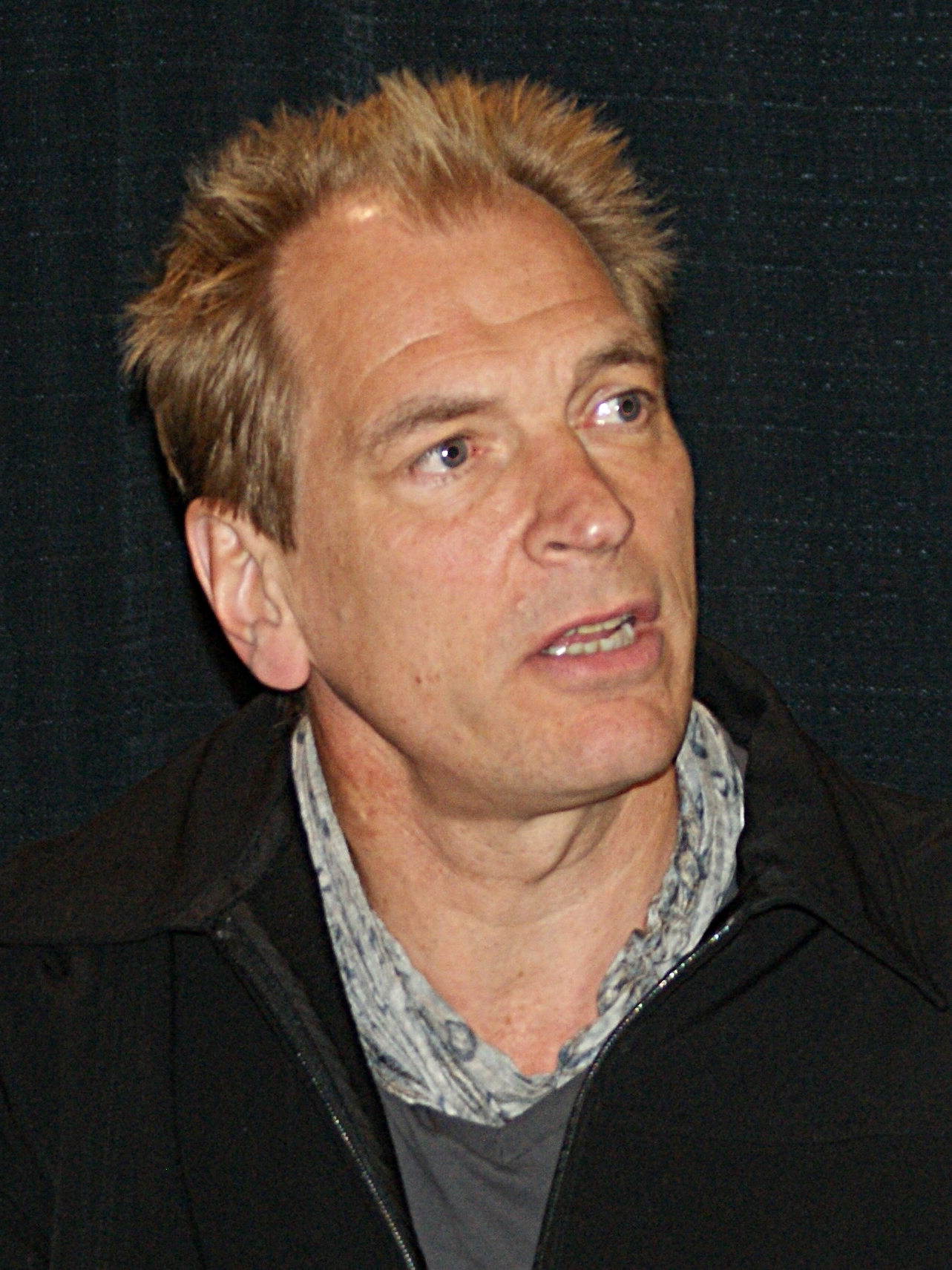
Yulich, prêtre ukrainien et frère de Rabbit interprété par Julian Sands

- Version française
  - Société de doublage : Karina Films[4],[5].
  - Direction artistique : Claudio Ventura[4]
  - Adaptation des dialogues : Philippe Videcoq[4]

Source : Doublage Séries Database et RS Doublage

## Production

### Développement
Le 26 janvier 2012, Cinemax donne son feu vert à Alan Ball pour produire la 1re saison de Banshee, qui va la diffuser en janvier 2013
Le 29 janvier 2013, la série a été renouvelée pour une deuxième saison diffusée depuis le 10 janvier 2014.
Le 30 janvier 2014, la série a été renouvelée pour une troisième saison diffusée depuis le 9 janvier 2015.
Le 12 février 2015, la série a été renouvelée pour une quatrième et dernière saison de huit épisodes seulement,,,.

### Casting
- Frankie Faison joue le rôle de Sugar Bates[16]
- Ulrich Thomsen joue le rôle de Kai Proctor[17]
- Odette Annable et Greg Yaitanes intègrent la série[18]
- Zeljko Ivanek interprété le rôle de Jim Racine[19]
- Meaghan Rath, Langley Kirkwood (en), Chaske Spencer et Tom Pelphrey rejoignent le casting de la troisième saison de la série dans les rôles, respectivement de: Aimee King, policière de la réserve Kinaho, Colonel Douglas Stowe, Billy Raven, ancien député du shérif et enfin Kurt Bunker, un ancien skinhead voulant rejoindre la police de Banshee[20]
- Eliza Dushku et Ana Ayora rejoignent le casting de la saison 4 dans le rôle de Veronica Dawson, profileur du FBI[21] et Nina Cruz, respectivement[22]

### Tournage
La série est tournée essentiellement en Caroline du Nord : à Mooresville (Miles Diner - lieu de travail de Carrie), Lincolnton, Waxhaw (en), Monroe, Gastonia et Charlotte puis en Caroline du Sud à Greenville lors des 3 premières saisons, puis l'équipe s'est installée à Pittsburgh en Pennsylvanie à partir de la quatrième saison.

## Fiche technique
- Titre original et français : Banshee
- Autres titres[24] :
  - (it) : Banshee - La città del male (Banshee - La ville du mal)
  - (de) : Banshee: Small Town. Big Secrets. (Banshee: petite ville, Grand secret)
  - (ru) : Банши
  - (vi) : Thi Tran Banshee
- Création : Jonathan Tropper, David Schickler
- Réalisation : Greg Yaitanes, Loni Peristere, Christian Madsen, Babak Najafi, Everardo Gout
- Scénario[25] : Jonathan Tropper (épisodes : 1 - 9 - 10), Doug Jung (épisodes : 7 - 8), Evan Dunsky (épisodes : 3 - 4), John Romano (épisodes : 5 - 6), David Schickler (épisode : 2)
- Décors : James Edward Ferrell Jr
- Costumes : Patia Prouty
- Photographie : Christopher Faloona
- Montage : Michael O'Halloran, Donn Aron, Miklos Wright, Amy M. Fleming
- Musique : Methodic Doubt
- Casting : Alexa L. Fogel, Christine Kromer
- Direction artistique : Natalie Weinmann, Jim Gloster, Jamie Walker McCall
- Production : Jeremy Cassells, Jonathan A. Carlson, Natalie Weinmann
  - Production exécutive : Jonathan Tropper, David Schickler, Greg Yaitanes
- Société de production : Your Face Goes Here Entertainment, Cinemax
- Sociétés de distribution (pour la télévision) :
  - Allemagne : Sky Atlantic HD
  - Pays-Bas : Home Box Office (HBO)
  - États-Unis et Hongrie : Cinemax
  - France : Canal+ Décalé, Canal+[26]
- Format : couleur - Dolby Digital 5.1 - 16:9 HD / (Full HD 1080i)
- Effets spéciaux : Ray Bivins, Dustin Ledford, Joe Goins, Stephen A. Cooke
- Langue : Anglais
- Pays d'origine :  États-Unis
- Genre : série dramatique, action, mystère, crime
- Durée : 43 à 55 min environ
- Public :
  - États-Unis : TV-MA[27]
  - Canada : 14A – 14 Accompaniment (Interdit aux moins de 14 ans et doivent être accompagnés par un adulte)[27]
  - Québec : 13 ans et plus
  - Norvège : ALDERSGR : 15 ÅR (N° dans le registre: 170782)[28]
  - Finlande : Interdit aux moins de 16 ans peut contenir violence et peur (IKARAJAT.FI)[28]
  - France : Interdit aux moins de 16 ans

 Sauf indication contraire, les informations mentionnées dans cette section peuvent être confirmées par la base de données cinématographiques IMDb,  présente dans la section « Liens externes ».

## Épisodes
| Saison | Saison | Épisodes | Diffusion originale sur HBO | Diffusion originale sur HBO | Sortie en DVD et Blu-ray | Sortie en DVD et Blu-ray | Sortie en DVD et Blu-ray |
| Saison | Saison | Épisodes | Début de saison             | Fin de saison               | Zone 1 (dont États-Unis) | Zone 2 (dont France)     | Zone 4 (dont Australie)  |
| ------ | ------ | -------- | --------------------------- | --------------------------- | ------------------------ | ------------------------ | ------------------------ |
|        | 1      | 10       | 11 janvier 2013             | 15 mars 2013                | 30 juillet 2013          | 2 septembre 2013         | 13 novembre 2013         |
|        | 2      | 10       | 10 janvier 2014             | 14 mars 2014                | 30 décembre 2014         | 14 février 2015          | 26 janvier 2015          |
|        | 3      | 10       | 9 janvier 2015              | 13 mars 2015                | 13 avril 2016            | 13 avril 2016            | 13 avril 2016            |
|        | 4      | 8        | 1er avril 2016              | 20 mai 2016                 | 4 octobre 2016           | 12 octobre 2016          | 5 octobre 2016           |
|        | 1 - 4  | 38       | Non communiqué              | Non communiqué              | 12 octobre 2016          | 12 octobre 2016          | 12 octobre 2016          |

## Saisons

### Première saison (2013)
Un cambrioleur sort de prison après avoir pris 15 ans pour sauver la femme qu’il aime. De retour à la vie civile, il apprend qu’elle vit dans la petite ville de Banshee sous le nom de Carrie Hopewell, mais que cette dernière a refait sa vie. Désireux de rester proche d’elle et de fuir le criminel qui le recherche pour le tuer, il endosse à la suite d'un concours de circonstances l’identité du nouveau shérif et entame sa fonction sous le nom de Lucas Hood. Sur place, il va se rendre compte que les tâches du représentant de la loi ne sont pas si simples : corruptions, meurtres, racket, prostitution, rien ne lui sera épargné, pas même le truand local, Kai Proctor, caïd du coin, qui a la mainmise sur toutes les activités illégales de la ville. Et si Lucas Hood était le shérif dont la ville de Banshee avait besoin depuis tant d’années ?

### Deuxième saison (2014)
Après les événements de la première saison, Hood doit faire face à une nouvelle menace : l’agent Racine du FBI, qui semble en savoir beaucoup plus qu’il ne le devrait. De son côté Kai Proctor a ses propres ennuis dans ses affaires avec les indiens Kinaho et plus particulièrement avec leur nouveau chef. De son côté Rebecca se rapproche toujours plus de son oncle et Carrie est envoyée en détention pour une durée d’un mois.

### Troisième saison (2015)
Chayton Littlestone revient dans la réserve Kinaho, bien décidé à faire payer aux blancs le pillage de son peuple et s’impose rapidement comme le nouveau chef de la tribu. Pendant ce temps, Carrie a entrepris une relation avec un colonel militaire, tandis que Lucas Hood file le parfait amour avec l’une de ses adjointes. Lorsque le secret de Lucas est sur le point d’être révélé, celui-ci décide de quitter la ville, non sans avoir réglé le problème Kai Proctor, mais c’est sans compter sur les Kinaho et leur nouveau chef.

### Quatrième saison (2016)
Depuis son départ 18 mois plus tôt, Lucas Hood vit en ermite dans une cabane au fond des bois. Brock Lotus, devenu le nouveau shérif, le retrouve pour l’interroger à la suite de la mort de Rebecca, apparemment tuée par un tueur en série. De retour en ville, Lucas fera la connaissance de Veronica Dawson, agente du FBI toxicomane, qui poursuit également le tueur. De son côté, Kurt Bunker devra faire face à son ancienne confrérie aryenne, dirigée de main de maître par son petit frère Calvin.

## Audiences
Lors de sa diffusion aux États-Unis, la série a attiré en moyenne 428 000 téléspectateurs par épisode pour la première saison, de 533 000 pour la deuxième, et 582 000 lors de la troisième saison avec un record à 730 000 lors du dernier épisode de la deuxième saison.

## Diffusions

### En version originale
- États-Unis : depuis le 11 janvier 2013 sur Cinemax
- Canada : depuis le 11 janvier 2013 sur HBO Canada

### En version française
- Québec : depuis le 26 mai 2013 sur Super Écran
- France : diffusée sur Canal+ et Canal+ Séries à partir du 21 juin 2015 (saison 3)[35] et au 14 juillet 2016 (saison 4)[36]
  - le 15 mars 2016 sur Ciné+ Club.

### Autres pays
- Danemark, Finlande, Norvège, Suède : 12 janvier 2013
- Allemagne : 11 juillet 2013

## Bande son
La bande originale de la série est composée par divers artistes dont Nico Vega, Ivy Levan, Verse & Bishop. Le générique original de la série a été composé par le groupe Methodic Doubt.
| Banshee : Music From the Original Series (11 février 2014) (Relativity Music Group, LLC) | Banshee : Music From the Original Series (11 février 2014) (Relativity Music Group, LLC) | Banshee : Music From the Original Series (11 février 2014) (Relativity Music Group, LLC) | Banshee : Music From the Original Series (11 février 2014) (Relativity Music Group, LLC) | Banshee : Music From the Original Series (11 février 2014) (Relativity Music Group, LLC) | Banshee : Music From the Original Series (11 février 2014) (Relativity Music Group, LLC) | Banshee : Music From the Original Series (11 février 2014) (Relativity Music Group, LLC) |
| N°                                                                                       | Titre                                                                                    | Compositeur                                                                              | Interprète                                                                               | saison(s)                                                                                | épisode(s)                                                                               | Durée                                                                                    |
| ---------------------------------------------------------------------------------------- | ---------------------------------------------------------------------------------------- | ---------------------------------------------------------------------------------------- | ---------------------------------------------------------------------------------------- | ---------------------------------------------------------------------------------------- | ---------------------------------------------------------------------------------------- | ---------------------------------------------------------------------------------------- |
| 1                                                                                        | Banshee Main Title Theme                                                                 | Kristofer Mark Dirksen                                                                   | Methodic Doubt                                                                           | Tous                                                                                     | Tous                                                                                     | 1:18                                                                                     |
| 2                                                                                        | So So Fresh                                                                              | Nico Vega                                                                                | Nico Vega                                                                                | 1                                                                                        | 2                                                                                        | 3:10                                                                                     |
| 3                                                                                        | Fifth of Whiskey                                                                         | Greg Johnston / Agostino Zolfo                                                           | Verse & Bishop                                                                           | 1                                                                                        | 1                                                                                        | 4:17                                                                                     |
| 4                                                                                        | Send Me a Friend                                                                         | Anders Osborne                                                                           | Anders Osborne                                                                           | 1                                                                                        | 5                                                                                        | 4:19                                                                                     |
| 5                                                                                        | Dynamite and Whiskey                                                                     | Fred Eaglesmith                                                                          | Fred Eaglesmith                                                                          | 1                                                                                        | 3                                                                                        | 3:37                                                                                     |
| 6                                                                                        | Madonna                                                                                  | Jude Christodal                                                                          | Jude Christodal                                                                          | 1                                                                                        | 10                                                                                       | 6:16                                                                                     |
| 7                                                                                        | God, Country, Grave                                                                      | Robert McVeigh Buckstaff / Michael John Maimone / Chris Pagnani                          | Mutts                                                                                    | 2                                                                                        | 2                                                                                        | 3:19                                                                                     |
| 8                                                                                        | Money                                                                                    | Lucas Banker / Chelsea Davis / Ivy Levan / Pat Nissley                                   | Ivy Levan                                                                                | 2                                                                                        | 1                                                                                        | 2:32                                                                                     |
| 9                                                                                        | Carrie/Lucas Theme                                                                       | Kristofer Mark Dirksen                                                                   | Methodic Doubt                                                                           | Tous                                                                                     | Tous                                                                                     | 4:02                                                                                     |
| 10                                                                                       | Hope                                                                                     | Abigail Wade-Gledhill                                                                    | Abi Wade                                                                                 | 2                                                                                        | 2                                                                                        | 3:03                                                                                     |
| 11                                                                                       | Poppin' Off                                                                              | Eddie Smith III / Jesse Rankins / Jonathan Dennard Wells                                 | Watch The Duck                                                                           | 2                                                                                        | 2                                                                                        | 4:20                                                                                     |
| 12                                                                                       | Fury Oh Fury                                                                             | Tim Edgar / Dan Epand / Rich Koehler / Aja Volkman                                       | Nico Vega                                                                                | 2                                                                                        | 2                                                                                        | 3:49                                                                                     |
| 13                                                                                       | Rituals                                                                                  | Archie Bronson Outfit                                                                    | Archie Bronson Outfit                                                                    | 2                                                                                        | 2                                                                                        | 3:21                                                                                     |
| 14                                                                                       | 11                                                                                       | Cameron Avery                                                                            | The Growl                                                                                | 2                                                                                        | 2                                                                                        | 2:14                                                                                     |
| 15                                                                                       | Missing Reward                                                                           | Katrina Ford / Ed Harris / Mike Lowry / Matthew Pierce / Anthony Ranere                  | Mt. Royal                                                                                | 2                                                                                        | 5                                                                                        | 3:56                                                                                     |
| 16                                                                                       | The Believer                                                                             | Cat Dowling                                                                              | Cat Dowling                                                                              | 2                                                                                        | 8                                                                                        | 3:16                                                                                     |
| 17                                                                                       | Outlaw                                                                                   | Martin Harley / Claire Parr                                                              | Martin Harley                                                                            | 2                                                                                        | 10                                                                                       | 3:23                                                                                     |
| Durée totale : 91 min 6 s                                                                |                                                                                          |                                                                                          |                                                                                          |                                                                                          |                                                                                          |                                                                                          |

## Accueil critique
| Saison(s) | Rotten Tomatoes | AlloCiné | Metacritic | Imdb      |
| --------- | --------------- | -------- | ---------- | --------- |
| 1         | 66 %            | 4,4 / 5, | 62         | 8,4 / 10, |
| 2         | 94 %            | 4,4 / 5, | n/a        | 8,4 / 10, |
| 3         | 100 %           | 4,4 / 5, | n/a        | 8,4 / 10, |
| 4         | 100 %           | 4,4 / 5, | n/a        | 8,4 / 10, |

## Récompenses et nominations
- Liste complète des récompenses et nominations extraite de la base des données IMDb[46].

### Primetime Emmy Awards 2013
| Année | Catégorie       | Pour | Épisode                   | Résultat |
| ----- | --------------- | --- | ------------------------- | -------- |
| 2013  | Effets spéciaux | - Armen V. Kevorkian - Mark Skowronski - Jane Sharvina - Rick Ramirez - Jeremy Jozwik - Mike Oakley - Nick Sinnott - Gevork Babityan - Andranik Taranyan - Cinemax | Le Nouveau Shérif (Pilot) | Lauréat  |

### Hollywood Post Alliance
| Année | Catégorie             | Pour | Résultat   |
| ----- | --------------------- | --- | ---------- |
| 2014  | Meilleur son et image | - Brad North - Joe DeAngelis - William Freesh - David Werntz - Tiffany S. Griffith - NBC Universal Studios | Nomination |

### Visual Effects Society 2014
| Année | Catégorie                                  | Pour                                                                  | Résultat   |
| ----- | ------------------------------------------ | --------------------------------------------------------------------- | ---------- |
| 2014  | Meilleur effets spéciaux pour un programme | - Armen V. Kevorkian - Mark Skowronski - Jeremy Jozwik - Rick Ramirez | Lauréat    |
| 2014  | Meilleur composition dans un programme     | - Gevork Babityan - Andranik Taranyan - Matt Kelly - Matthieu Perin   | Nomination |

### Motion Picture Sound Editors
| Année | Catégorie                                    | Pour       | Résultat   |
| ----- | -------------------------------------------- | ---------- | ---------- |
| 2015  | Meilleur son et bande son pour la télévision | Skye Lewin | Nomination |